# Perdita stepheni
Perdita stepheni är en biart som beskrevs av Timberlake 1960. Perdita stepheni ingår i släktet Perdita och familjen grävbin. Inga underarter finns listade i Catalogue of Life.